# Antharmostes interalbicans
Antharmostes interalbicans är en fjärilsart som beskrevs av W. Warren 1902. Antharmostes interalbicans ingår i släktet Antharmostes och familjen mätare. Inga underarter finns listade i Catalogue of Life.